# Миртовский, Николай Васильевич
Николай Васильевич Миртовский (1894, город Саратов, теперь Саратовской области, Российская Федерация — 16 апреля 1959, город Львов Львовской области) — советский деятель здравоохранения, врач-невропатолог, заслуженный деятель науки УССР, профессор (1940), доктор медицинских наук (1936). Депутат Верховного Совета УССР 2-го созыва.

## Биография
Родился в семье присяжного поверенного и учительницы народной школы. В 1912 году окончил Саратовское реальное училище и сдал экзамены на аттестат зрелости.
В 1912 году поступил в Саратовский университет на медицинский факультет, занимался репетиторством. 
В 1915 году, перейдя на последний курс университета, провел добровольцем несколько месяцев в русской армии на Кавказском фронте Первой мировой войны, где работал в полевом госпитале на территории Персии. В 1916 году окончил медицинский факультет и до начала 1917 года работал ординатором психиатрической больницы города Саратова.
В 1917 годах — ординатор лазарета дивизии Российской Армии на Северо-Западном фронте. После Февральской революции 1917 года был избран членом солдатского комитета дивизии и назначен на место главного врача лазарета.
В декабре 1917 году вернулся в город Саратов, где вскоре был избран ординатором медицинского факультета Саратовского университета. С 1920 года работал штатным ассистентом, с 1922 года — старшим ассистентом, а с 1925 года — приват-доцентом (после успешной защиты диссертации).
В 1930 году переехал в город Днепропетровск. В 1930—1932 годах — заведующий кафедрой нервных болезней Днепропетровского института усовершенствования врачей. В 1932—1941 годах — заведующий кафедрой нервных болезней Днепропетровского медицинского института. С января 1937 года исполнял обязанности декана лечебного факультета медицинского института, а с 1938 года работал заместителем директора Днепропетровского медицинского института по учебной и научной работе.
Во время Великой Отечественной войны находился в эвакуации в восточных районах СССР, организовывал нейрохирургические госпитали в городах Орджоникидзе, Ереване, Куйбышеве. В 1941 году — профессор кафедры нервных болезней Ставропольского медицинского института. В 1941—1943 годах — заведующий кафедрой нервных болезней Северо-Осетинского медицинского института. В 1943—1944 годах — заведующий кафедрой нервных болезней Куйбышевского медицинского института. В 1944 году вернулся в город Днепропетровск.
В 1944—1955 годах — заведующий кафедрой нервных болезней и заместитель директор Днепропетровского медицинского института по учебной работе.
В 1955 — апреле 1959 г. — заведующий кафедрой нервных болезней (неврологии) Львовского медицинского института.
Направления научных исследований: центральные механизмы регуляции деятельности вегетативной нервной системы; исследование влияния вегетативной нервной системы на метаболизм, терморегуляцию, сердечно-сосудистую систему; изучение гуморального обмена при заболеваниях нервной системы, в частности, взаимосвязей между метаболизмом кальция и судорожным синдромом, эпилепсией, тетанией; клинические эксперименты с тканевой терапии пациентам паращитовидных желез; вегетативная и биохимическая симптоматика поражений органов центральной нервной системы; изучение патогенеза, клинической симптоматики и лечения ботулизма; исследования патогенеза и клиники острых нарушений мозгового кровообращения. Автор более 40 научных трудов, среди них 2 монографии.

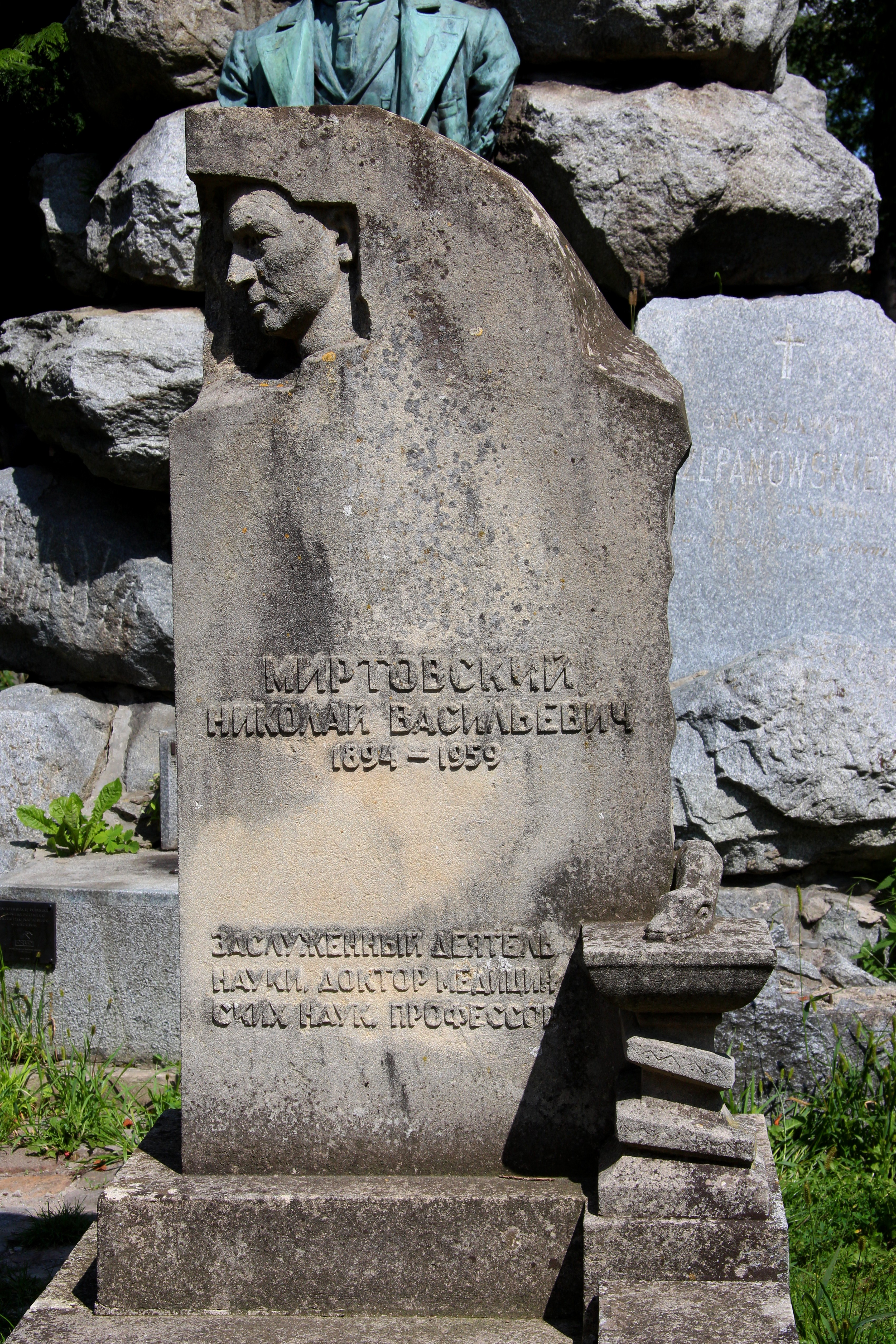
Могила Миртовского Н.В. на Лычаковском кладбище

Умер в городе Львове. Похоронен на Лычаковском кладбище.

## Награды
- ордена
- медали
- заслуженный деятель науки УССР (1948)